# Marine Corps Air Station Miramar

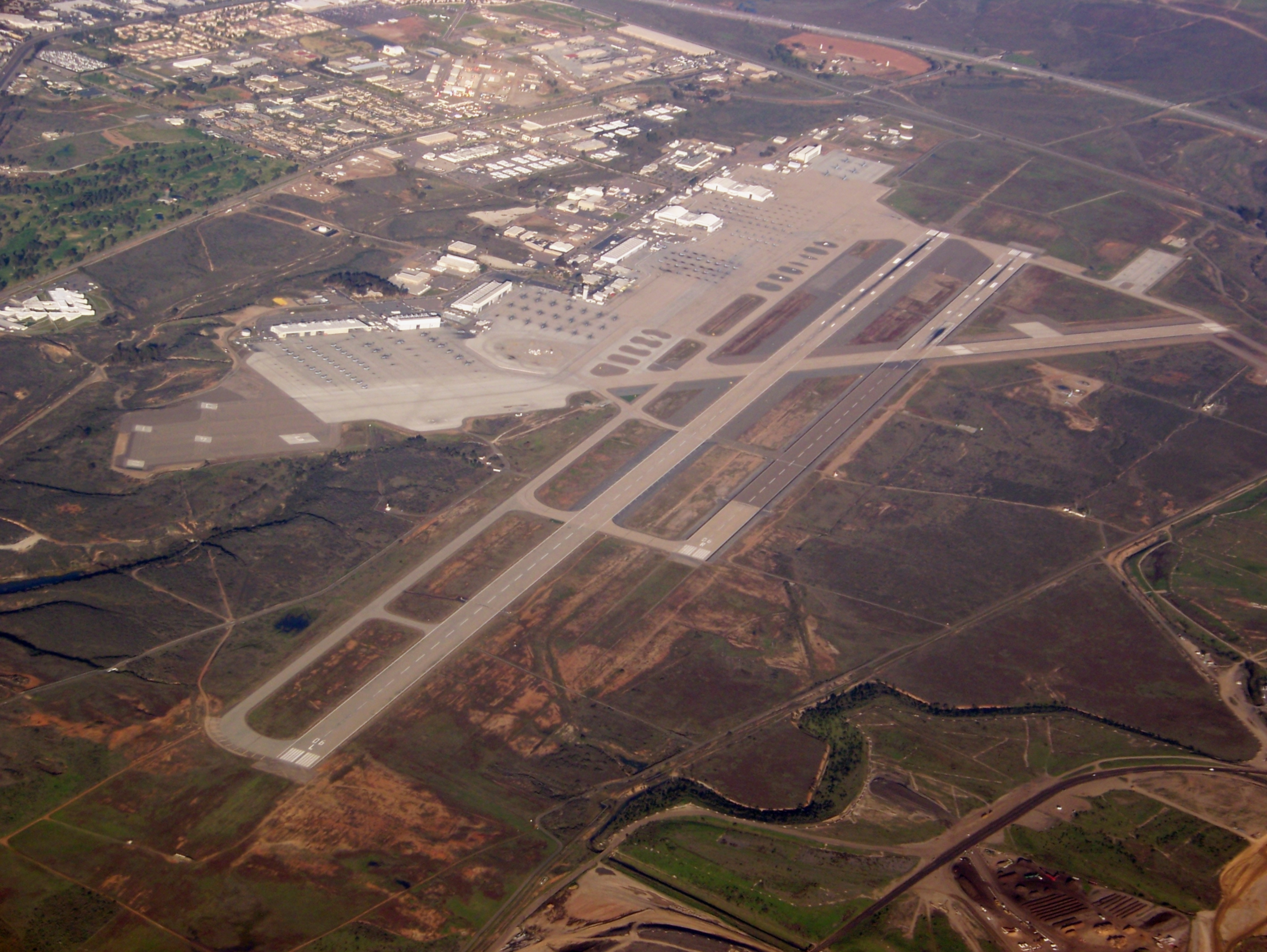
Mitscher Field

Marine Corps Air Station Miramar (MCAS Miramar) (IATA: NKX, ICAO: KNKX, FAA LID: NKX), voorheen Naval Air Station (NAS) Miramar behoort tot de United States Marine Corps (USMC) en is de thuisbasis van onder andere de 3de Marine Aircraft Wing, de luchtmachtafdeling van de 1st Marine Expeditionary Force. Het station is gelegen in Miramar, Californië, ongeveer 16 km ten noorden van San Diego.
Het vliegveld genaamd Mitscher Field is vernoemd naar admiraal M.A. Mitscher, de commandant van Task Force 58 tijdens de Tweede Wereldoorlog. De basis was voorheen de thuisbasis van de gevechtsvliegtuigen en de  Early Warning & Control-vliegtuigen (F-4 Phantom II, F-14 Tomcat, F/A-18 Hornet, E-2 Hawkeye) voor de Pacifische (Stille Oceaan) vloot van de US Navy en is vooral bekend als de voormalige locatie van de United States Navy Fighter Weapons School (NFWS), haar TOPGUN-trainingsprogramma en de daarop gebaseerde filmklassieker Top Gun. Tijdens de hoogtijdagen van TOPGUN in NAS Miramar, kreeg het station de bijnaam "Fightertown USA".
In 1996 is de NFWS verplaatst naar Naval Air Station Fallon in het westen van de staat Nevada en samengevoegd met de Naval Strike en Air Warfare Center (NSAWC). De basis is overgegaan van de US Navy naar het USMC.

## Gelegerde Squadrons
- Hoofdkwartier en hoofdkwartier Squadron (H&HS)
- 3e Marine Aircraft Wing Marine Wing hoofdkwartier Squadron 3
- Marine Aircraft Group 11
- Marine Aircraft Group 16
- Marine Air Control Groep 38
- Marine Wing Support Group 37
- Marine Aircraft Group 46
- Combat Logistics Company 11

## Geografie
De basis heeft een oppervlakte van 93,55 km². Het wordt doorsneden door Kearny Villa Road en Interstate 15. Het gebied ten oosten van Kearny Villa Road, genaamd "Oost Miramar", is onbebouwd en wordt gebruikt voor militaire training.